# Nueva Almería

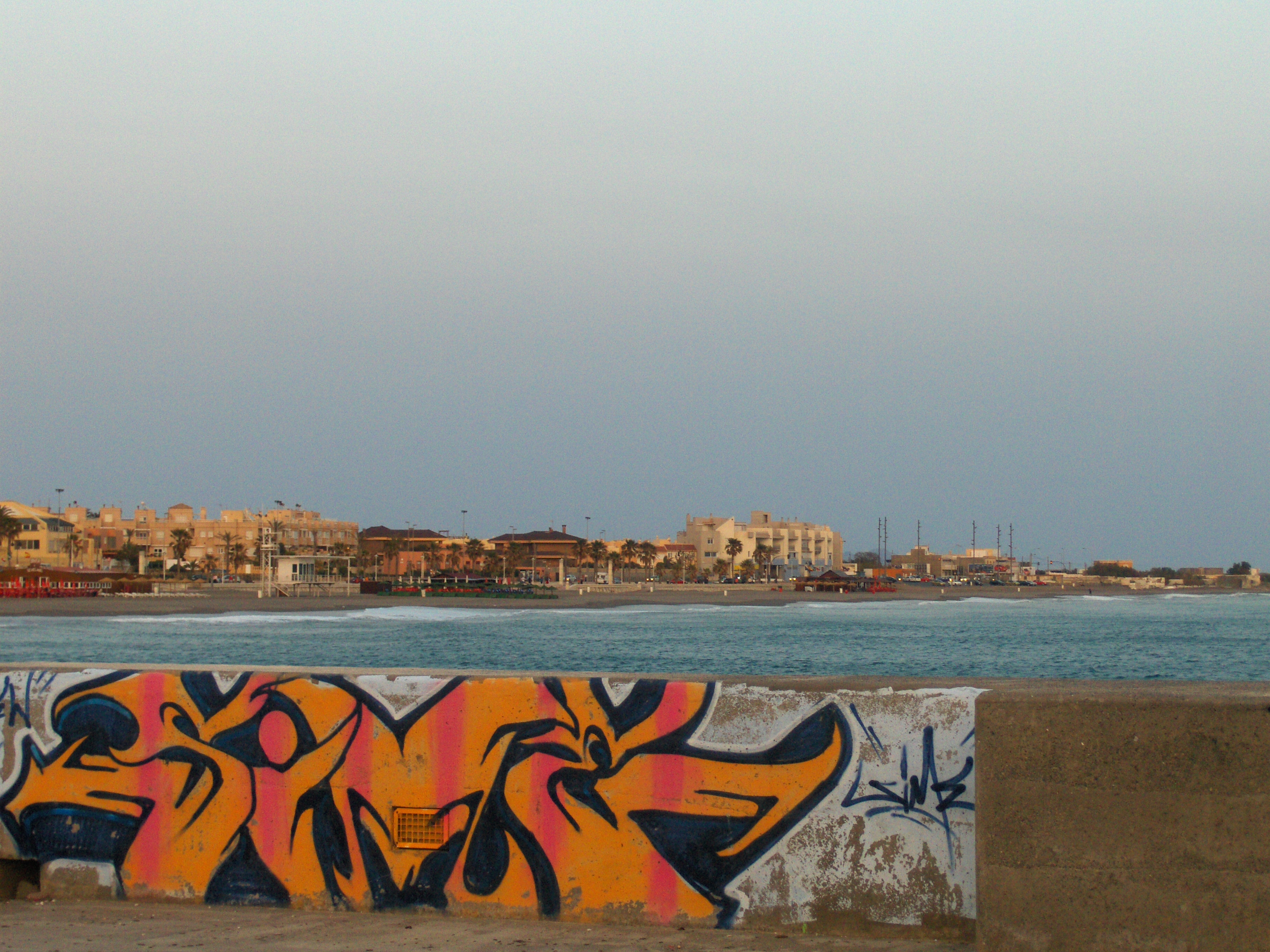
Vista de la línea de costa del barrio de Nueva Almería

Nueva Almería es un barrio de la ciudad española de Almería (Andalucía). es un barrio de reciente creación en la parte más oriental de la ciudad. Se extiende junto a la playa desde la avenida del Mediterráneo, antigua ubicación del recinto ferial en agosto, y el Auditorio Maestro Padilla hasta las inmediaciones de la desembocadura del río Andarax. Este surgió como un barrio de casitas pequeñas unifamiliares con algunos pequeños jardines en torno a la antigua Térmica, nombre coloquial dado a una central térmica de la Compañía Sevillana de Electricidad ubicada a la orilla de la playa con una altísima chimenea que podía verse desde muchos kilómetros de distancia y junto a un antiguo hotel de 13 alturas que posteriormente se convirtió en residencia de ancianos (hoy en día derribado), por lo que se conoce a la playa de la zona como de los viejos o de los ancianos[cita requerida]. En los últimos años la zona se ha revalorizado con la reestructuración urbanística fruto del derribo de la antigua central térmica y el reacondicionamiento del paseo marítimo además de los inicios de la nueva avenida de la Vega de Acá que promete ser una de las vías que mejoren la comunicación de la ciudad hacia la zona oriental de la provincia.

## Lugares de interés
- Paseo Marítimo

## Transporte urbano
El barrio está comunicado mediante el transporte urbano con el centro y otros puntos de la ciudad. Por él discurren las líneas 11, 12 y 18 que comunican el Hospital Torrecardenas y el centro con los barrios del Zapillo y Nueva Almería llegando hasta la barriada de Costacabana.
|                                                                                      | Surbus Ir a la base de datos        | Surbus Ir a la base de datos | Surbus Ir a la base de datos | Surbus Ir a la base de datos | Surbus Ir a la base de datos |
| Línea                                                                                | Trayecto                            | Horario 1 Laborables         | Horario 2 Sábados            | Horario 3 Festivos           | Frecuencia 1/2/3             |
| ------------------------------------------------------------------------------------ | ----------------------------------- | ---------------------------- | ---------------------------- | ---------------------------- | ---------------------------- |
|                                                                                      | Torrecárdenas-Nueva Almería         | 6:55 a 22:52                 | 6:55 a 22:52                 | 6:55 a 22:52                 | 60´/60´/ 60´                 |
|                                                                                      | Torrecárdenas-La Goleta-Universidad | 7:30 a 16:04                 | (sin servicio)               | (sin servicio)               | 1h 10 min                    |
|                                                                                      | Piedras Redondas-Árbol de la Seda   | 6:25 a 22:10                 | 6:35 a 22:30                 | 6:35 a 22:45                 | 25´/25´/ 35´                 |
|                                                                                      | Zapillo-Universidad-Nueva Almería   | 7:05 a 22:40                 | 7:15 a 22:20                 | 7:50 a 21:35                 | 20´/30´/ 30´                 |
|                                                                                      | Nueva Andalucía-Universidad-Zapillo | 6:25 a 22:10                 | 6:35 a 22:30                 | 6:35 a 22:45                 | 20´/30´/ 30´                 |
|                                                                                      | Centro-Costacabana                  | 6:55 a 22:40                 | 7:10 a 22:40                 | 7:10 a 22:10                 | 20´/30´/ 60´                 |
| - La frecuencia y el horario se refire a: Laborables / Sábados / Domingos y festivos |                                     |                              |                              |                              |                              |